# PPS
PPS (tiếng Nga: ППС, Пистолет-пулемёт Судаева, Pistolet-pulemjot Sudaeva) là loại súng tiểu liên do Aleksey I. Sudayev phát triển sử dụng loại đạn 7.62x25mm Tokarev. Đây là loại vũ khí được chế tạo với tiêu chí rẻ, dễ chế tạo và bền để viện trợ và trang bị cho các lực lượng trinh sát, các tổ lái và lực lượng hậu cần.
Hai mẫu chính của loại súng này là PPS-42 và PPS-43 được sử dụng rất nhiều bởi Hồng quân trong suốt Chiến tranh thế giới thứ hai bên canh một mẫu súng tiểu liên nổi tiếng khác là PPSh-41 của nhà thiết kế Georgy S. Shpagin, sau đó cùng với các phiên bản khác loại súng này được sử dụng rộng rãi trong tất cả các nước thuộc Khối Warszawa cũng như nhiều nước châu Phi và châu Á.

## Lịch sử
PPS được chế tạo để đáp ứng với nhu cầu của Hồng quân về một loại vũ khí gọn nhẹ, dễ chế tạo và rẻ nhưng vẫn có độ chính xác và hỏa lực tương tự như khẩu PPSh-41 đang được sử dụng rất nhiều khi đó. Trong giai đoạn thiết kế thì việc đơn giản hóa quá trình sản xuất và đơn giản hóa vật liệu sản xuất đã được nhấn mạnh. Từ đó, nhà máy có thể loại bỏ phân nửa các giai đoạn gia công, thời gian sản xuất được giảm xuống đáng kể.
Sudayev nhận lệnh từ Ủy ban Nhà nước về Vũ khí để hoàn thiện nhằm phục vụ sản xuất hàng loạt thiết kế súng tiểu liên của Trung úy I.K. Bezruchko-Vysotsky thuộc Học viện Pháo binh Dzerzhinsky. Trung úy này đã chế tạo hai nguyên mẫu vào năm 1942; nguyên mẫu thứ hai chính là cơ sở để Sudayev phát triển khẩu súng của mình.
Các linh kiện của súng hầu hết được làm bằng thép cán. Việc này đã làm giảm một lượng lớn chi phí và thời gian gia công so với việc chế tạo khẩu PPSh-41. Nguyên liệu thép sử dụng để chế tạo đã giảm 50% so với PPSh-41, và cần ít công nhân hơn để sản xuất và lắp ráp các bộ phận.
Mẫu thử nghiệm đầu được hoàn thành năm 1942 và nó đã được thông qua với cái tên PPS-42 và được chế tạo với số lượng nhỏ khoảng 45.000 khẩu, việc sản xuất hàng loạt chỉ được tiến hành khi mẫu PPS-43 với việc tối ưu hóa các công đoạn sản xuất được thông qua đầu năm 1943. Nhờ những cải tiến để tăng hiệu quả sản xuất, các nhà hoạch định Liên Xô ước tính rằng loại súng tiểu liên mới sẽ cho phép tăng sản lượng súng tiểu liên hàng tháng từ 135.000 khẩu lên 350.000 khẩu. Đến cuối chiến tranh, khoảng 2 triệu khẩu PPS đã được sản xuất.

## Thiết kế
PPS sử dụng cơ chế nạp đạn bằng phản lực bắn với khóa nòng mở. Nút khóa an toàn nằm trước vòng bảo vệ cò súng khi sử dụng nó sẽ khóa cố định cò súng không cho di chuyển cũng như toàn bộ bộ khóa nòng sẽ bị vô hiệu hóa. Nút kéo lên đạn nằm ở phía tay phải của súng. Hầu hết các chi tiết của súng đều được làm từ thép ép. Nòng súng với bốn rãnh xoắn được mạ chrome để tránh bị ăn mòn cũng như được tích hợp bộ phận chống giật. Khi bắn, vỏ đạn sẽ được đẩy ra phía bên trên súng.
Trong thiết kế của mình, Sudayev đã thiết kế súng với dáng súng cải tiến và báng gấp kiểu lật để xạ thủ có thể cầm và ngắm bắn thoải mái hơn so với PPSh-41.
PPS sử dụng loại đạn 7.62×25mm Tokarev với hộp tiếp đạn cong 35 viên. Hệ thống nhắm cơ bản của loại súng này là điểm ruồi có tầm nhắm hiệu quả từ 100m đến 200m. Nó không có bất cứ loại tay cầm phía trước nào vì hộp tiếp đạn đã được thiết kế để đảm nhận luôn vai trò này.

## Các phiên bản
Liên Xô đã trao bản quyền chế tạo cho Ba Lan và Cộng hòa nhân dân Trung Hoa. Ba Lan đã chế tạo nhiều phiên bản khác nhau sử dụng loại đạn có vành 5.6×15mmR cũng như sử dụng báng súng gỗ cố định. Cộng hòa nhân dân Trung Hoa thì chế tạo mẫu súng với tên Kiểu 54 (Type 54).
Phần Lan cũng chế tạo khẩu M/44 dựa trên các khẩu súng thu được trong cuộc Chiến tranh Liên Xô - Phần Lan (1941 - 1944) sử dụng loại đạn 9×19mm Parabellum. Tây Đức cũng đã thông qua việc mua các khẩu DUX-53 và DUX-59 do Tây Ban Nha sản xuất sao chép từ khẩu M/44. Hungary đã thử kết hợp các thiết kế của PPSh-41 và PPS nhưng không được thành công với khẩu M53.
Tại Việt Nam, PPS-43 có tên gọi K-67 và được đưa vào sử dụng trong giai đoạn cuối của cuộc Kháng chiến chống Pháp. Khẩu K-50M mà Việt Nam tự chế tạo cũng sử dụng kết hợp các thiết kế cải tiến của PPS. Hiện nay, PPS-43 đã bị loại biên hoàn toàn khỏi biên chế của Quân đội Nhân dân Việt Nam nhưng vẫn còn có mặt trong một số kho vũ khí của lực lượng Dân quân tự vệ. 
Vào năm 2010, Ba Lan đã chế tạo mẫu bán tự động của PPS để bán cho thị trường dân sự.

## Các quốc gia sử dụng
- Liên Xô: Nơi sản xuất ra súng tiểu liên PPS và sử dụng rất nhiều bởi Hồng quân Liên Xô trong Thế Chiến II chống Phát xít Đức và Đạo quân Quan Đông.[5]
- Algérie[6]
- Belarus: Vào đầu những năm 1990, PPS-43 vẫn được lưu kho. Cùng lúc đó, súng tiểu liên dùng cỡ đạn 9x19 mm của nước ngoài đã được quân nhân và Bộ Nội vụ thử nghiệm, tuy nhiên, theo kết quả thử nghiệm, người ta thấy rằng súng ngắn tự động APS và súng tiểu liên PPS-43 đang được cất giữ vượt trội hơn so với súng tiểu liên 9x19 mm của nước ngoài . Súng tiểu liên Jatimatic , cũng như súng tiểu liên nhỏ gọn của các hệ thống khác (Ingram và Mini Uzi).[7]
- Trung Quốc:  Type 54.[8]
- Cuba: PPS Ba Lan wz. 1943/1952 do dân quân sử dụng.[9]
- Estonia: Được quân du kích Estonia sử dụng sau Thế chiến II.[10]
- Phần Lan: Thu được từ Liên Xô và tạo ra bản sao của riêng họ, súng tiểu liên KP m/44.[5][11]
- Georgia[12]
- Grenada[13]
- Bờ Biển Ngà[14]
- Lào[15]
- Liberia[16]
- Đức Quốc xã: Tịch thu từ Hồng quân Liên Xô.[17]
- Cộng hòa Dân chủ Nhân dân Triều Tiên: Sử dụng cả súng tiểu liên PPS của Liên Xô và Type 54 của Trung Quốc.[18]
- Ba Lan:  Được giới thiệu vào năm 1943 trong Quân đội Nhân dân Ba Lan . Từ năm 1946 được sản xuất dưới tên PPS wz 43.[19]
- São Tomé và Príncipe[20]
- Hàn Quốc: Tịch thu từ phía Triều Tiên lẫn phía Trung Quốc trong Chiến tranh Triều Tiên.[21]
- Sierra Leone[22]
- Ukraine: Hàng nghìn người được cho là đã bị Tập đoàn Wagner bắt giữ từ kho lưu trữ của Ukraine ở Soledar[23]
- Việt Nam
  -  Việt Nam Dân chủ Cộng hòa: Được sử dụng bởi Quân đội Nhân dân Việt Nam và Quân Giải phóng miền Nam Việt Nam trong Chiến tranh Việt Nam.[24]
- Nam Tư